# Skuldbeläggning av offer
Skuldbeläggning av offer innebär att klandra någon för att ha orsakat eller bidragit till ett brott som personen utsatts för. Den här typen av reaktion från samhället undersöks inom viktimologin. Risken för offret att drabbas av skuldbeläggning beror på typen av brott, där offer för sexualbrott och offer som känner sin förövare är mer utsatta. Offer för våldtäkt tenderar till exempel att skuldbeläggas i högre grad än offer för rån.
Inom feministisk teori ses skuldbeläggning av våldtäktsoffer som ett tecken på att det råder en våldtäktskultur. 
Forskningsläget tyder på att berusade offer i högre grad får skulden för att ha blivit våldtagna av någon de är bekanta med, medan det omvända sambandet påvisats för gärningsmannen -- ju större alkoholpåverkan, desto större chans att bli ursäktad för sitt brott. Personer som tror att det är vanligt med falska våldtäktsanklagelser skuldbelägger i högre grad våldtäktsoffer.
I Sverige blev fenomenet mer allmänt känt genom Katarina Wennstams bok Flickan och skulden (2003), som skärskådar samhällets och framförallt polisers och rättsväsendets syn på våldtäktsoffer. Wennstam beskriver hur offrens klädsel och beteende tas upp under rättegångar för att väcka misstro mot dem.